# Mario Mendoza (Baseballspieler)
Mario Mendoza Aizpuru (* 26. Dezember 1950 in Chihuahua, Mexiko) ist ein ehemaliger mexikanischer Baseballspieler der Pittsburgh Pirates, Seattle Mariners und Texas Rangers im Major League Baseball. Mendoza war ein defensiv starker Shortstop, der Manos de Seda (deutsch: „Hände aus Seide“) genannt wurde. Wegen seiner Offensivschwäche wurde er Namenspate der sogenannten Mendoza Line.

## Karriere
Mendoza stieg 1970 in ein Farmteam der Pittsburgh Pirates ein. Er beschrieb die Zeit als Periode voller ethnischer Spannungen, weil er als Mexikaner von den Dominikanern geschnitten und von den Schwarzen als „Orange“ verspottet wurde. Mendoza setzte sich aber durch und wurde 1974 erst der 28. Mexikaner, der in der MLB debütierte. Er war meist Reservespieler, da er defensiv stark war, aber offensiv schwach. Als sein Schlagdurchschnitt unter .200 fiel, wurde der Ausdruck Mendoza Line geboren. Mendoza verbesserte sich aber bei den Mariners und Rangers auf einen Batting Average bis zu .245, ehe er im Alter von 31 Jahren von den Rangers ausgemustert wurde und seine MLB-Karriere beendete. Er spielte noch einige Jahre in Mexiko und beendete dann seine Profikarriere.
Mendoza arbeitete in seiner Folgekarriere als Trainer. Er ist verheiratet mit Irma Beatriz und hat drei Kinder, Irma Maria, Manolo und Mario junior.

## Mendoza Line
Mendoza galt als defensiv starker Shortstop, der vor allem harte Groundballs sicher verarbeiten konnte. Sein Karriere-Schlagdurchschnitt lag aber bei mäßigen .215, und in seinem schlechtesten Jahr fiel er bis auf .198. Angeblich prägte Sportreporter Chris Berman den Ausdruck Mendoza Line: wer schlechter schlage als Mendoza, habe keine Daseinsberechtigung in der MLB. Seitdem ist Mendoza Baseball-Synonym für „personifiziertes Mittelmaß“. In einem Interview mit Sports Illustrated gab Mendoza zu, dass er stigmatisiert sei und dies mit leichter Resignation zur Kenntnis nehme.

## Vereine
- Pittsburgh Pirates (1974–78)
- Seattle Mariners (1979–80)
- Texas Rangers (1981–82)